# 苑裡偽虎鯨
苑裡偽虎鯨（学名：Pseudorca yuanliensis）是一種已滅絕的鯨魚，發現於苗栗縣苑裡鎮的頭嵙山層。

## 描述
在1997年時，有工人在苗栗縣苑裡山區意外發現一些化石，經科博館研究人員挖掘與鑑定之後，確認為是一種鯨類的化石。從化石出土地點的岩層狀況，研判該地層為更新世頭嵙山層，距今約一、二百萬年。根據頭骨的形狀和構造比例，以及牙齒型態的分析，其頭骨吻部較為細長，應與現生的偽虎鯨為同一類群，有別於吻部較鈍短，但整個頭骨更大的虎鯨。化石包括頭骨、頸椎、脊椎椎體及部份肋骨碎片。

## 参看
- 橫山偽虎鯨 (Pseudorca yokoyamai)